# Marea Britanie
Marea Britanie (în engleză Great Britain, gaelică scoțiană Breatainn Mhòr, galeză Prydain Fawr, cornică Breten Veur, Scots Graet Breetain) este o insulă din nord-vestul Europei. Este înconjurată de Marea Nordului, Canalul Mânecii, Marea Irlandeză și Oceanul Atlantic. Este cea mai mare dintre Insulele Britanice, care mai cuprind Irlanda, insula Man, Jersey, Guernsey, arhipelagurile Shetland și Orkney.
Denumirea Marea Britanie se mai folosește pentru desemnarea celor trei țări componente ale Regatului Unit care se află pe această insulă: Anglia, Țara Galilor și Scoția. În limba română, Regatul Unit mai este uneori numit, incorect și impropriu, „Marea Britanie”, denumirea corectă, oficială și completă pentru statul modern/contemporan fiind, de fapt, "Regatul Unit al Marii Britanii și al Irlandei de Nord" (abreviat UK, i.e., de la United Kingdom, Regatul Unit în traducere).